# Thomas van de Scheck

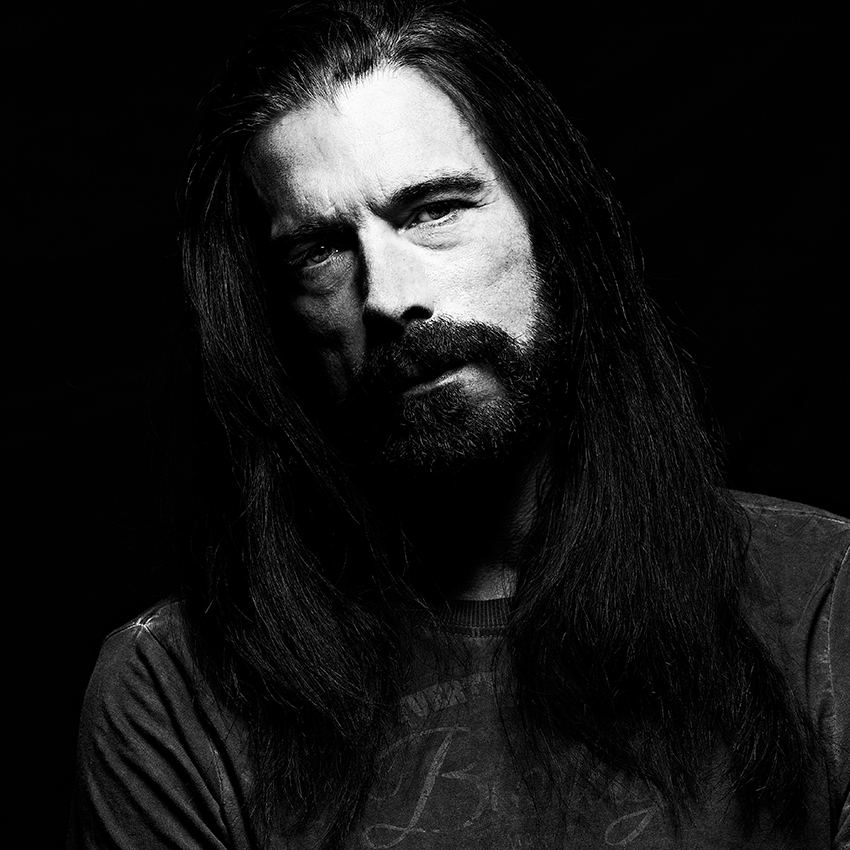
Thomas van de Scheck 2018

Thomas van de Scheck (* 17. Januar 1965 in Kairo, Ägypten) ist ein deutscher Fotograf und Künstler.

## Leben
Van de Scheck, geboren 1965 in Kairo, wurde von 1985 bis 1988 als Lithograf ausgebildet. Im Anschluss  erweiterte er sein Arbeitsspektrum in verschiedenen kreativen Bereichen, zunächst als  Tontechniker für Radio Hamburg und Klassik Radio. Zudem war er Assistent des Hamburger Modefotografen Lars Matzen. Als Autor schrieb er Werbetexte für Agenturen und Geschichten für Frauenmagazine. Im Musikgenre wirkte er als Bassist der Gruppe Cancer Barrack und als Sänger und Gitarrist bei Hell-O-Matic. Er komponierte  für das Musical Bonifatius sowie das Techno-Projekt B-Dominus.
Seit 2002 lebt und arbeitet Van de Scheck als freier Fotokünstler.

## Stil
Van de Schecks Bildsprache funktioniert durch eine autarke Darstellung und klaren Weißraum. Seine Modelle tragen das Bild-Konzept, auf Hintergründe wird bewusst verzichtet.
Die Reduktion verhilft zu einer Ästhetik, die primär dem Thema zu Grunde liegt: Gesellschaftskritik, Wertewandel und die menschliche Psyche. Durch die Beigabe von Erotik, Surrealität und Ironie verleitet er den Betrachter zu einer näheren Auseinandersetzung mit den Bildinhalten.
Van de Scheck sieht sich gleichermaßen als Fotograf, Regisseur und Storyteller. Seine ihm eigene Bildsprache, diverse Ausstellungen und zahlreiche Fotoarbeiten für Modelabels und Zeitschriften machen ihn zu einem wichtigen Ideengeber der Fetish- und Gothic-Szene.
In den Jahren 2004 und 2006 wurden seine beiden Bildbände CUTS und H.E.L.P. (Hell:Enters:Life:Permanently) vom Börsenverein des deutschen Buchhandels zum Auswahltitel des Jahres gekürt.

## Werke

### Bildbände
- CUTS art-manufaktur
- H.E.L.P. [Hell.Enters.Life.Permanently] UBooks-Verlag

### Buchcover
- Harry S. Morgan - Biografie „UBooks-Verlag“ 2010
- Leben und Leben hassen / Dominik Steiner „UBooks-Verlag“ 2010
- Das Session-Kochbuch / Matthias T.J. Grimme “Charon” 2009
- Bodymodification / Alana Abendroth „UBooks-Verlag“ 2009
- Establishmensch / Andy Strauß „UBooks-Verlag“ 2009
- Kleinstadtschlampe / Mirjam Dreer „UBooks-Verlag“ 2009
- Ich bin schizophren und es geht mir allen gut / Dirk Bernemann „UBooks-Verlag“ 2009
- Fetish Dreams (Anthology) „Edition Skylight“ 2008
- White Trash Voodoo / Stiff Chainey 2008
- Seelenficker / Natascha „UBooks-Verlag“ 2007
- Fetish Photo Anthology 5 „Secret“ 2007
- Tales From The Backseat / Stiff Chainey 2007
- Cookbook For Dark Desires / Matthias Alfa 2007
- FETISH (Anthology) „Feierabend-Verlag“ 2007
- Die Herrin im Turm II - Im Exil / Fritz Walter „Charon“ 2007
- The Cindy Shermans / Fritz Franz Vogel „Böhlau-Verlag“ 2006
- The Living Szene (Anthology) „Dark-Media“ 2004
- Mein heimliches Auge XVIII „Konkursbuchverlag“ 2003
- Unter Fremder Haut / Hartt Gensar 2001

### Magazine (als Fotograf)
Adam, Blitz, Cast, Dark Spy, Elle, Frankfurter Rundschau (Magazin), Freundin, Fritz, German Horror Magazin, Gothic-Magazin, Grow!, Legacy, Marie Claire, Marquis, Orkus, Pirate, Savage, Schlagzeilen, Secret, Skin Two, Sonic Seducer, Tätowier-Magazin, Virus, Xcentric, Zillo

### Magazine (als Autor)
Marie Claire, Allegra, Cosmopolitan, Freundin, Gothic Magazin, Fet-X

### Kataloge + Fashion
Fetishuniverse, Hautnah, Impressioni, Libidex, Noble-Line, No Respect, Paul Mitchell, Schlagzeilen, TOmTO-Korsetts, Torture Garden, UBooks-Verlag

### Kalender
- Dr. Mark Benecke 2018
- Naked by Thomas van de Scheck / Orkus 2011
- Fetish Fatale 2008 „Green Candy Press/San Francisco“
- Thomas van de Schecks Fetish Universe 2007 „Ubooks“
- Gothic Magazine 2006
- Sonic Seducer 2004
- Wildcats (2003)

### CDs
- Ana Bonfim - A Dois Minutos
- Angela Frontera - Talisman
- Anodyne 29 - Maximum Pleasure
- Das Ich - Kannibale
- Gideon HK - Wortklang
- KASH - Feuermord
- Lennart - The Golden Cage
- Natascha - Seelenficker (Hörbuch)
- Rick Washington - Get Your Groove On
- Scarelett - vs. U!
- Hell-O-Matic - Hell-O-Matic
- Hell-O-Matic - What an excellent day for an exorcism

### Compilations
- Club Bizarre 3
- EXTREME Sündenfall 1-12
- EXTREME DeGeneration 1
- Gothic Compilation 24-31
- Mumm!
- Nachtschwärmer 6
- Night Of Sin
- Orkus Compilation 9

### DVD
- Spirit Of Fetish – ZYX

### Videos (als Regisseur)
- Musikvideo „The bitch is like the devil in love“ - God’s Garage
- Musikvideo „Hurt’n Bleed“ - Scarelett
- Kampagne „Literatur muss weh tun“ – Ubooks
- Musikvideo „Bang Bang (My baby shots me down)“ - Gabriella
- Musikvideo „Lonesome Town“ - Gabriella
- Live-Video „Melanie Dekker & Band“
- Art-Film „Requiem for a dead fish“
- Imagevideo „Schlagzeilen“
- Imagevideo „Stefan Beier/Fetishdesign“
- Imagevideo „K7“
- Imagevideo "KaffeeKultur*
- Imagevideo "Klang & Berührung*
- Live-Video „Mortiis“
- Live-Video „Trez Hombrez“
- Musikvideo „Rape your youth“ - Hell-O-Matic
- Musikvideo „Hedonistic Cheerleaders“ - Hell-O-Matic
- Musikvideo „Maggots (feat. Dr. Mark Benecke)“ - Hell-O-Matic
- Musikvideo „Meet ze monsta“ - Hell-O-Matic
- Backdrop-Video „Hurt'n Bleed“ Hell-O-Matic
- Live-Video „Hell-O-Matic“
- Musikvideo „The Devil Makes Three“ - Hell-O-Matic

### Video (als Darsteller)
- Musikvideo „Wrong Time“ – Smatka Molot
- Musikvideo „The Devil Makes Three“ - Hell-O-Matic

## Ausstellungen
- 1997 Galerie AugenBlick, Hamburg
- 1997 Galerie Schröer, Fulda
- 1997 Hessische Kunsttage

Gruppenausstellung Künstler div.
- 1997 Rodenstock, Hamburg

gem. mit Ulrich Barnickel/Skulpturen
- 1997 „Schöne Bescherung“, Fulda

Gruppenausstellung Kunstverein Fulda
- 1998 Vonderau-Museum, Fulda

Jahresausstellung Kunstverein Fulda
- 1999 Galerie augen art, Hamburg

gem. mit Adam Marian Pete/Gemälde
- 2000 Tabularasa, Fulda
- 2001 net.appearance, Fulda
- 2002 Unity-Hair, Fulda
- 2003 Rotation 31, Bad Hersfeld

Gruppenausstellung mit HR Giger, Horst Janssen,
Herman Nitsch, Käthe Kollwitz und Renate Wandel
- 2004 Tätowierstudio Clemens Schweizer, Kassel
- 2004 Die 7 Todsünden

Ein Ausstellungsprojekt verschiedener Künstler
- 2005 Galerie Zero Arts, Stuttgart
- 2005 German Fetish Fair/Ball, Berlin
- 2006 German Fetish Fair/Ball, Berlin
- 2006 Fetish Evolution, Essen
- 2006 666, Wien
- 2007 German Fetish Fair/Ball, Berlin
- 2010 Kunstverein Fulda
- 2010 Brüder Grimm Museum, Steinau a. d. Straße
- 2011 Galerie Huber, München

Gruppenausstellung / Künstler der Galerie
- 2011 küchenART, München
- 2012 Galerie Huber, München

Gruppenausstellung Fotografie
- 2014 Brüder Grimm Museum, Steinau a. d. Straße
- 2014 Goldene Sonne, Schneeberg

Gruppenausstellung Fotografie
- 2016 Brüder Grimm Museum, Steinau a. d. Straße[2]